# ارغون‌خان
ارغون خان (مغولی: Аргун хан) چهارمین فرمانروای امپراتوری ایلخانی مغول در ایران بوده است. او پسر اباقا خان و برادر زاده سلطان احمد تگودار بود.
در دوران ارغون خان روابط خارجی بین او و سایر کشورهای مهم شرق و غرب برقرار بود و هیچ جنگ بزرگی نیز بین ایلخانان و کشورهای دیگر رخ نداد. ارغون خان مانند ایلخانان قبلی احترام زیادی برای قوبلای خان قائل بود و او را نسبت به خویشتن آقا و بزرگ می‌شناخت.

## خانواده
همسران
- قتلق خاتون
- اوروک خاتون
- سلجوک خاتون
- قولداق خاتون
- بولوغان خاتون بزرگ
- تودای خاتون
- الجوتای خاتون
- بولوغان خاتون معظمه
- قوتای خاتون
- ارگانا آغاچی

پسران
- غازان خان - از قولداق خاتون
- تسو تیمور - از اوروک خاتون
- محمد خدابنده اولجایتو خان - از اوروک خاتون
- خیتای اوغول - از قتلق خاتون

دختران
- اولجاتای خاتون - از اوروک خاتون
- اولجای تیمور خاتون - از اوروک خاتون
- قتلق تیمور خاتون - از اوروک خاتون
- دولانجی خاتون - از بولوغان خاتون دوم